# 2-Phénylphénol
Pour les articles homonymes, voir E231 (homonymie).
Le 2-phénylphénol  ou biphényl-2-ol, est un composé organique constitué de deux cycles liés de benzène et un groupe hydroxyle phénolique. C'est un solide cristallin et friable de couleur blanche ou roussâtre, ayant son point de fusion aux alentours de 57 °C. C'est un biocide utilisé comme conservateur sous les noms commerciaux de Dowicide, Torsite, Preventol, Nipacide, etc.

## Utilisation
Le 2-phénylphénol est principalement utilisé comme fongicide agricole pour cirer les agrumes. Il est généralement appliqué après la récolte. Utilisé comme additif alimentaire, il porte le numéro E231.
Il est également utilisé pour la désinfection des boites de graines. C'est un désinfectant multi-surfaces utilisé dans les maisons, les hôpitaux, les maisons de retraite, les fermes, les blanchisseries, les salons de coiffure et dans l'industrie alimentaire. Il peut être utilisé sur des fibres ou d'autres matériaux. Il est utilisé pour comme désinfectant pour le matériel hospitalier et vétérinaire. D'autres utilisations existent dans l'industrie du caoutchouc et comme réactif en laboratoire. Il est d'autre part utilisé dans la fabrication d'autres fongicides, de teintures, de résines synthétiques.
On trouve le 2-phénylphénol en faible concentration dans certains produits ménagers comme les sprays désinfectants ou déodorants.
Le contact oculaire peut causer des irritations et brûlures sérieuses avec des risques de lésions. Chez certaines personnes, le 2-phénylphénol peut également produire des irritations cutanées.